# Garnich
Garnich (luxemburgisch Garnech oder Garnich) ist eine Gemeinde im Großherzogtum Luxemburg und gehört zum Kanton Capellen.

## Zusammensetzung der Gemeinde
Die Gemeinde besteht aus folgenden Ortschaften:
| deutscher Name | luxemburgischer Name | französischer Name |
| -------------- | -------------------- | ------------------ |
| Dahlem         | Duelem               | Dahlem             |
| Garnich        | Garnech              | Garnich            |
| Hivingen       | Héiweng              | Hivange            |

## Persönlichkeiten
- Nicolas Braunstein (1874–1956), Psychologe und Hochschullehrer
- Elsy Jacobs (1933–1998), Radsportlerin und Weltmeisterin von 1958
- Claudine Schaul (* 1983), Tennisspielerin